# Grzegorz Narkiewicz
Grzegorz Narkiewicz (ur. 8 października 1976) – polski brydżysta, World Life Master (WBF), European Master (EBL), Arcymistrz Światowy (PZBS), zawodnik Bridge24.pl, mieszka w Bielsku, koło Płocka.

## Wyniki brydżowe

### Rozgrywki krajowe
W rozgrywkach krajowych zdobywał następujące lokaty:
| Drużynowe mistrzostwa Polski | Drużynowe mistrzostwa Polski | Drużynowe mistrzostwa Polski |
| Sezon                        | Drużyna                      | Pozycja                      |
| ---------------------------- | ---------------------------- | ---------------------------- |
| 2010/11                      | Auguri Warszawa              | 1                            |
| 2010                         | Auguri Warszawa              | 1                            |
| 2009                         | Dworan-Jocker Oświęcim       | 1                            |

| Mistrzostwa Polski par | Mistrzostwa Polski par | Mistrzostwa Polski par | Mistrzostwa Polski par |
| Rok                    | Kategoria              | Partner                | Pozycja                |
| ---------------------- | ---------------------- | ---------------------- | ---------------------- |
| 2000                   | Juniorzy               | Piotr Lutostański      | 1                      |

| Mistrzowska Majówka | Mistrzowska Majówka | Mistrzowska Majówka | Mistrzowska Majówka |
| Rok                 | Kategoria           | Partner             | Pozycja             |
| ------------------- | ------------------- | ------------------- | ------------------- |
| 2007                | Open                | Waldemar Jaworski   | 3                   |

### Zawody światowe
W światowych zawodach zdobył następujące lokaty:
| Mistrzostwa Świata. Konkurencja teamów | Mistrzostwa Świata. Konkurencja teamów | Mistrzostwa Świata. Konkurencja teamów     | Mistrzostwa Świata. Konkurencja teamów | Mistrzostwa Świata. Konkurencja teamów | Mistrzostwa Świata. Konkurencja teamów |
| Rok                                    | Miejsce                                | Zawody                                     | Kategoria                              | Drużyna                                | Pozycja                                |
| -------------------------------------- | -------------------------------------- | ------------------------------------------ | -------------------------------------- | -------------------------------------- | -------------------------------------- |
| 2013                                   | Nusa Dua                               | 41. Mistrzostwa Świata Teamów              | Open                                   | Poland                                 | 3                                      |
| 2011                                   | Veldhoven                              | 40. Mistrzostwa Świata Teamów              | Trans                                  | A J Diament                            | 19                                     |
| 2011                                   | Veldhoven                              | 40. Mistrzostwa Świata Teamów              | Open                                   | Poland                                 | 14                                     |
| 2010                                   | Filadelfia                             | 13. Seria Mistrzostw Świata                | Miksty                                 | De Button+                             | 12                                     |
| 2010                                   | Filadelfia                             | 13. Seria Mistrzostw Świata                | Open                                   | Hampton                                | 33                                     |
| 2009                                   | São Paulo                              | 39. Mistrzostwa Świata Teamów              | Trans                                  | Apreo Logistic Poland                  | 2                                      |
| 2006                                   | Werona                                 | 12. Mistrzostwa Świata                     | Open                                   | Schneider                              | 83                                     |
| 2005                                   | Estoril                                | 37. Mistrzostwa Świata Teamów              | Trans                                  | Gotard                                 | 10                                     |
| 2004                                   | Stambuł                                | 2. Puchar Świata Teamów Akademickich       | Open                                   | Poland                                 | 1                                      |
| 2002                                   | Brugia                                 | 1(B). Akademickie Mistrzostwa Świata Temów | Open                                   | Poland                                 | 4                                      |

| Mistrzostwa Świata. Konkurencja par | Mistrzostwa Świata. Konkurencja par | Mistrzostwa Świata. Konkurencja par | Mistrzostwa Świata. Konkurencja par | Mistrzostwa Świata. Konkurencja par | Mistrzostwa Świata. Konkurencja par |
| Rok                                 | Miejsce                             | Zawody                              | Kategoria                           | Partner                             | Pozycja                             |
| ----------------------------------- | ----------------------------------- | ----------------------------------- | ----------------------------------- | ----------------------------------- | ----------------------------------- |
| 2006                                | Werona                              | 12. Mistrzostwa Świata              | Miksty                              | Grażyna Brewiak                     | 118                                 |
| 2006                                | Werona                              | 12. Mistrzostwa Świata              | Open IMP                            | Krzysztof Buras                     | 130                                 |
| 2006                                | Werona                              | 12. Mistrzostwa Świata              | Open                                | Krzysztof Buras                     | 231                                 |
| 2001                                | Stargard                            | 4. Mistrzostwa Świata Par Juniorów  | Juniorzy                            | Piotr Lutostański                   | 13                                  |
| 1995                                | Gandawa                             | 1. Mistrzostwa Świata Par Juniorów  | Juniorzy                            | Piotr Sobczak                       | 65                                  |

### Zawody europejskie
W europejskich zawodach zdobył następujące lokaty:
| Zawody europejskie. Konkurencja teamów | Zawody europejskie. Konkurencja teamów | Zawody europejskie. Konkurencja teamów | Zawody europejskie. Konkurencja teamów | Zawody europejskie. Konkurencja teamów | Zawody europejskie. Konkurencja teamów |
| Rok                                    | Miejsce                                | Zawody                                 | Kategoria                              | Drużyna                                | Pozycja                                |
| -------------------------------------- | -------------------------------------- | -------------------------------------- | -------------------------------------- | -------------------------------------- | -------------------------------------- |
| 2013                                   | Ostenda                                | 6. Otwarte Mistrzostwa Europy          | Open                                   | De Botton                              | 5                                      |
| 2012                                   | Dublin                                 | 51. Mistrzostwa Europy Teamów          | Open                                   | Poland                                 | 5                                      |
| 2011                                   | Bad Honnef                             | 10. Puchar Europy                      | Open                                   | Auguri Warsaw                          | 5                                      |
| 2010                                   | Izmir                                  | 9. Puchar Europy Teamów                | Open                                   | Auguri Pol                             | 6                                      |
| 2010                                   | Ostenda                                | 50. Mistrzostwa Europy Teamów          | Open                                   | Poland                                 | 2                                      |
| 2009                                   | San Remo                               | 4. Otwarte Mistrzostwa Europy          | Open                                   | Auguri                                 | 58                                     |
| 2007                                   | Wrocław                                | 6. Puchar Europy                       | Open                                   | Ekoap - Poland                         | 4                                      |
| 2007                                   | Antalya                                | 3. Otwarte Mistrzostwa Europy          | Open                                   | Waldi                                  | 59                                     |
| 2005                                   | Teneryfa                               | 2. Otwarte Mistrzostwa Europy          | Open                                   | Buras                                  | 17                                     |

| Zawody europejskie. Konkurencja par | Zawody europejskie. Konkurencja par | Zawody europejskie. Konkurencja par | Zawody europejskie. Konkurencja par | Zawody europejskie. Konkurencja par | Zawody europejskie. Konkurencja par |
| Rok                                 | Miejsce                             | Zawody                              | Kategoria                           | Partner                             | Pozycja                             |
| ----------------------------------- | ----------------------------------- | ----------------------------------- | ----------------------------------- | ----------------------------------- | ----------------------------------- |
| 2011                                | Poznań                              | 5. Otwarte Mistrzostwa Europy       | Open                                | Krzysztof Buras                     | 3                                   |
| 2009                                | San Remo                            | 4. Otwarte Mistrzostwa Europy       | Open                                | Zdzislaw Ingielewicz                | 93                                  |
| 2007                                | Antalya                             | 3. Otwarte Mistrzostwa Europy       | Open                                | Waldemar Jaworski                   | 16                                  |
| 2005                                | Teneryfa                            | 2. Otwarte Mistrzostwa Europy       | Open                                | Tomasz Pilch                        | 121                                 |
| 2001                                | Sorrento                            | 11. Mistrzostwa Europy Par          | Open                                | Piotr Lutostański                   | 53                                  |

## Klasyfikacja
- Grzegorz Narkiewicz – klasyfikacja PZBS
- Grzegorz Narkiewicz – klasyfikacja EBL (ang.)
- Grzegorz Narkiewicz – klasyfikacja EBL (ang.)
- Grzegorz Narkiewicz – klasyfikacja WBF (ang.)
- Grzegorz Narkiewicz – klasyfikacja WBF (ang.)